# 後藤新平獎
後藤新平獎，是日本後藤新平會（後藤新平の会）於2007年為紀念後藤新平150年冥誕而設立的獎項，旨在表揚如同後藤新平在日本現代化進程中的功績一般、對日本國內外的發展有所貢獻的人。

## 歷屆得主
| 屆 | 年     | 得主                           | 國籍 | 獲獎原因 |
| -- | ------ | ------------------------------ | ---- | --- |
| 1  | 2007年 | 李登輝                         | 臺灣 | 曾任台灣總統，繼承了後藤新平在台的業績，促進台灣現代化發展。 |
| 2  | 2008年 | 鈴木俊一 (東京都知事) （本賞） | 日本 | 和後藤新平同樣曾任東京市長（都知事），繼承了後藤新平的業績，治理東京。 |
| 2  | 2008年 | 罗珊·哈格蒂 （奨励賞）         | 美国 | Common Ground組織創辦人，在紐約協助社會弱勢人士獲得租屋服務，體現了後藤新平憐憫窮人的精神。                                                                                                 |
| 3  | 2009年 | 緒方貞子                       | 日本 | 前联合国难民署高级专员，致力解決國際貧困與難民問題，符合後藤新平的目標。 |
| 4  | 2010年 | 安藤忠雄                       | 日本 | 知名建築家，興建了許多公共建築，符合後藤新平重視都市計畫的精神。 |
| 5  | 2011年 | Carol Bebelle                  | 美国 | 美國新奧爾良Ashé Cultural Arts Center創辦人，致力於非裔美國人的文化、藝術及社區活動，在颶風卡特里娜侵襲後透過藝文活動撫慰受災者，符合後藤新平重視地方自治和關東大震災後致力復興東京的精神。 |
| 6  | 2012年 | 細川護熙                       | 日本 | 曾任熊本縣知事和內閣總理大臣，其諸多貢獻和後藤新平有共通之處。 |
| 7  | 2013年 | 園田天光光                     | 日本 | 曾是日本首批女性國會議員之一，後致力於各種社會活動，符合後藤新平的市民自治精神。 |
| 8  | 2014年 | 石牟禮道子                     | 日本 | 作家，著有暴露水俁病問題的報告文學《苦海淨土》，符合後藤新平的自治精神。 |
| 9  | 2015年 | 宮脇昭                         | 日本 | 生態學者，在日本國內外推廣獨創的植樹方式，促進都市永續發展，符合後藤新平重視都市計畫的精神。                                                                                                |

## 引用出处
1. ↑  第1回（2007年） 的存檔，存档日期2015-06-28.
2. 1 2  第2回（2008年） 的存檔，存档日期2015-06-29.
3. ↑  第3回（2009年） 的存檔，存档日期2015-06-29.
4. ↑  第4回（2010年） 的存檔，存档日期2015-06-28.
5. ↑  第5回（2011年） 的存檔，存档日期2015-06-27.
6. ↑  第6回（2012年） 的存檔，存档日期2015-06-27.
7. ↑  第7回（2013年） 的存檔，存档日期2015-06-27.
8. ↑  第8回（2014年） 的存檔，存档日期2015-06-27.
9. ↑  第9回（2015年） 的存檔，存档日期2015-06-27.

## 外部連結
- 後藤新平の会 （页面存档备份，存于）